# Piabuna
Piabuna là một chi nhện trong họ Phrurolithidae.

## Các loài
- Piabuna brevispina Chamberlin & Ivie, 1935
- Piabuna longispina Chamberlin & Ivie, 1935
- Piabuna nanna Chamberlin & Ivie, 1933
- Piabuna pallida Chamberlin & Ivie, 1935
- Piabuna reclusa Gertsch & Davis, 1940
- Piabuna xerophila Chamberlin & Ivie, 1935